# جو كيفر
جو كيفر (بالإنجليزية: Joe Kiefer) هو لاعب كرة قاعدة أمريكي، ولد في 19 يوليو 1899 في West Leyden, New York ‏ في الولايات المتحدة، وتوفي في 5 يوليو 1975 في أوتيكا في الولايات المتحدة.

## وصلات خارجية
- جو كيفر على موقع جمعية أبحاث البيسبول الأمريكية (الإنجليزية)